# Lorenzo Boturini de Benaducci

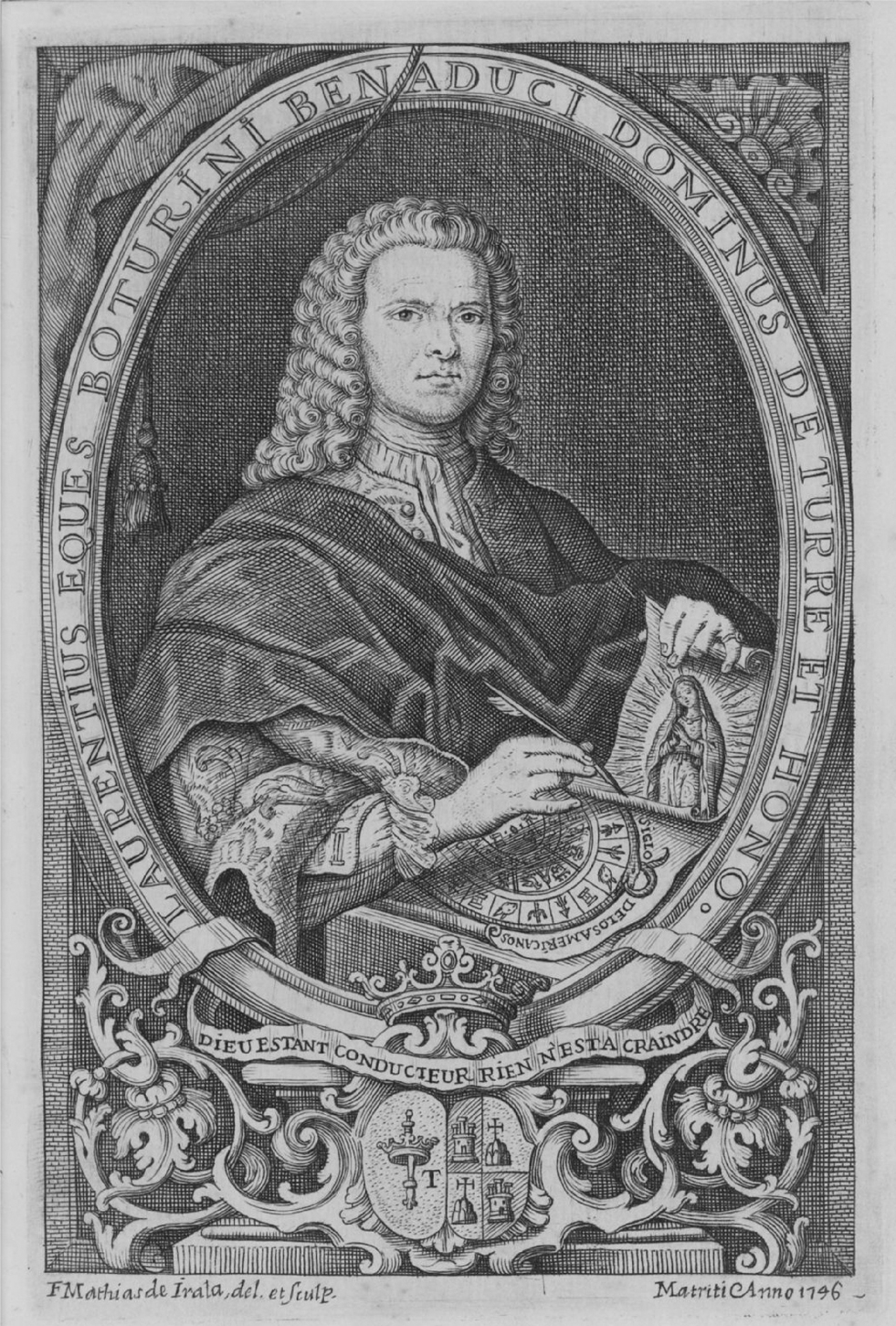
Lorenzo Boturini de Benaducci

Lorenzo Boturini de Benaducci (* 1702 in Sondrio, Lombardei, Italien; † 1751 (nach anderen Quellen 1753 oder 1755) in Madrid, Spanien) war ein italienischer Historiker, der die präkolumbische Geschichte Mexikos erforscht hat.

## Leben
Nach seiner Ausbildung in Europa ging Boturini 1736 mit Erlaubnis der spanischen Regierung als Gelehrter nach Mexiko. Er erlernte die Nahuatl-Sprache und sammelte zahlreiche historische Artefakte der indigenen Bevölkerung, darunter Landkarten, Manuskripte und Rechtsvorschriften.
Neben der Frühgeschichte Mexikos beschäftigte er sich auch mit der Geschichte der Erscheinungen der Madonna von Guadalupe. Der Madonnenstatue wollte er eine goldene Krone aufsetzen und sammelte zu diesem Zweck Spenden bei Bevölkerung und Klerus.
Seine intensive Auseinandersetzung mit den Indianern erregte das Misstrauen der Obrigkeit, die stets fürchtete, dass feindliche Ausländer die Indianer zu Aufständen gegen die Spanier aufstacheln könnten. Vizekönig Pedro Cebrián y Agustín ließ 1743 seine Sammlungen konfiszieren. Boturini wurde mit der Begründung festgenommen, er sei ohne gültige Einreiseerlaubnis nach Mexiko gekommen, und man schickte ihn zurück nach Spanien.
Dort konnte er sich von allen Vorwürfen befreien; allerdings gelang es ihm nie, seine Kollektion zurückzuerhalten. Der mexikanische Historiker Mariano Fernández de Echeverría y Veytia nutzte später Boturinis Notizen und Quellen als Grundlage für sein umfassendes Geschichtswerk Historia Antigua de México. Teile von Boturinis Sammlung gingen verloren, andere finden sich heute in Museen wie dem Nationalmuseum für Anthropologie (Mexiko) und der Nationalbibliothek von Paris.
Aus dem Gedächtnis und seinen verbleibenden Notizen verfasste er in Spanien zwei Abhandlungen über die Geschichte Mexikos der Zeit vor der Eroberung durch die Europäer: „Idéa y ensayo de una historia general de la América setentrional“, die 1746 in Madrid erschien, und „Cronología de las principales naciones de la América Septentrional“ von 1749.
Weder die geplante Geschichte der Marienerscheinungen von Guadalupe noch das Gesamtwerk über das vorkolumbische Mexiko konnte er niederschreiben. Er starb in den 1750er Jahren in Madrid.